# Radio Deejay
Radio Deejay è un'emittente radiofonica privata nazionale italiana generalista fondata da Claudio Cecchetto nel 1982 ed edita da Elemedia S.p.A. di proprietà di GEDI Gruppo Editoriale con sede a Milano in via Andrea Massena, 2.
Guidata da Linus dal 1994, è una realtà radiofonica consolidata in Italia. Nella sua quarantennale storia ha lanciato nel mondo dello spettacolo, della televisione, della musica e della radiofonia stessa numerosi personaggi tra cui Gerry Scotti, Jovanotti, Fiorello, gli 883, Amadeus, Albertino, Nikki, Marco Baldini, Paoletta, Manuela Doriani, Mila By Night, Roberto Ferrari, Digei Angelo, Alessandro Cattelan, Trio Medusa, Fabio Volo, Nicola Savino, Platinette, Federico Russo, Diego Passoni e La Pina.

## Storia

Foto di gruppo dello staff di Radio Deejay nel 1982: al centro è Claudio Cecchetto; sopra di lui, Gerry Scotti; alla sua sinistra Kay Rush.

### I primi anni
Radio Deejay venne fondata da Claudio Cecchetto a Milano il 1º febbraio 1982 sulle ceneri di Radio Music 100. Con lui anche Massimo Carpani, Pippo Ingrosso, Kay Rush e Valerio Gallorini (socio e amministratore), Federico Besana e Duilio Lupini. La prima sede fu in un appartamento in via Franchetti; nel 1984 si trasferì nell'attuale sede in via Massena a Milano. All'inizio l'emittente si limitava a trasmettere solo alcuni jingle per interrompere la programmazione musicale, ma senza interventi parlati da parte dei deejay.
La programmazione iniziale vide bandita la musica italiana; Cecchetto e soci, tra cui lo storico Dario Usuelli, tuttora presente e direttore della programmazione musicale dell'emittente, scelsero di incentrare la radio sulla musica New wave. Il primo programma parlato fu un'intervista di Claudio Cecchetto a Larry Hagman (noto nella serie televisiva Dallas per il ruolo dell'antagonista J.R. Ewing) e i primi DJ in onda furono l'ex componente dei Bad Boys Ronnie Hanson (in inglese) e Gerry Scotti.

### La nascita delnetwork
L'emittente, che ancora non raggiungeva la copertura nazionale, si fece conoscere (almeno come marchio) in tutto il territorio italiano grazie alla televisione e in particolar modo con DeeJay Television, trasmissione partita nella stagione 1983/84, ideata e condotta dallo stesso Cecchetto, in onda su Italia 1, ogni giorno nel pomeriggio.
Contemporaneamente, in radio approdarono Linus e Albertino, che insieme a Gerry Scotti si dividevano le fasce comprese tra le 9 e le 17 (Linus in onda dalle 9 alle 12, Scotti fino alle 14 e Albertino fino alle 17). I due fratelli Di Molfetta, così come Marco Galli, anche lui entrato a Deejay in quel periodo, lavoravano a Radio Music 100 prima che venisse acquisita da Claudio Cecchetto, che licenziò tutti gli speaker per dare un'identità inedita alla nuova emittente. Nel corso degli anni ottanta, la fama del marchio Deejay crebbe sempre grazie a DeeJay Television, che a rotazione veniva condotto dai principali personaggi della radio, tra cui Kay Rush, Gerry Scotti (che debuttò così in televisione), Linus e in seguito anche i nuovi arrivi che via via si sono susseguiti ai microfoni dell'emittente, tra cui Amadeus, Jovanotti e Fiorello, nonché diversi fenomeni discografici come Tracy Spencer e Sandy Marton, lanciati da Cecchetto nel mondo della musica (insieme a Sabrina Salerno e altri). In questi anni iniziarono a collaborare con la radio anche Nicola Savino e Roberto Ferrari, tuttora in onda, mentre la parte tecnica era curata da Maurizio Molella e Mario Fargetta, approdati a Radio Deejay nella stagione 1986/1987.
Negli ultimi anni ottanta fu Amadeus, in radio dal 1986, a condurre la fascia del mattino con Mattinata esagerata, che segnerà anche l'esordio radiofonico di Fiorello nel 1988 successivamente anche al fianco di Tony Severo in Stessa ora, stessa radio, stesso programma, diventato poi nel 1989 W Radio Deejay condotto sempre da Fiorello; con i suoi personaggi e la voce ufficiale della radio "Il Signor La Voce" Maurizio Desinan. Altra voce simbolo della radio, a partire dal 1987, è quella di Mila By Night, inizialmente collocata nella fascia del primo mattino ma subito spostata di notte, ottenendo un incredibile successo per diverse stagioni, fino a metà anni novanta.
Forte dei successi televisivi e discografici e della popolarità dei personaggi lanciati da Deejay Television, Radio Deejay nel 1988 ampliò sempre più la copertura in FM in tutta Italia. Nello stesso anno il Gruppo Editoriale L'Espresso, con Elemedia, entrò a far parte della società Erre D.J. srl rilevando parte delle quote di Cecchetto e Gallorini.

### 1990-1994:Deejay TimeeViva Radio Deejay
Gli anni novanta si aprirono con il grande successo di Viva Radio Deejay, programma che sancì la consacrazione di Fiorello, che (insieme ad Albertino e Fargetta) compariva nel ruolo di disturbatore del conduttore ufficiale Marco Baldini, sua storica spalla con il quale negli anni duemila ha bissato il successo radiofonico con Viva Radio 2.
Gerry Scotti condusse una delle sue ultime trasmissioni per l'emittente, Il Broccolo, gioco radiofonico in cui un concorrente ospite in studio veniva corteggiato dagli ascoltatori via telefono, poi passata a Tony Severo. Ricco fu anche il merchandising prodotto in questo periodo, con cappellini, agende e diversi altri piccoli oggetti marchiati Deejay.
Nel 1986 presero il via Corsa tris e lo storico Deejay Time: all'inizio un semplice programma d'intrattenimento pomeridiano e dal 1991, decurtato nella fascia oraria dalle 14:00 alle 16:00, con Albertino alla conduzione, e la promozione delle novità house, techno e hip hop. 
Nel 1993 il programma cavalcò in pieno il fenomeno dell'eurodance, diventando uno dei più ascoltati in Italia dal pubblico giovane, grazie anche alla partecipazione alla regia dei noti dj e produttori di musica dance Fargetta, Molella e Prezioso.
Nel 1991 le frequenze di Radio Deejay contribuirono a lanciare gli 883, che sotto l'ala protettiva di Claudio Cecchetto divennero uno dei gruppi musicali simbolo degli anni novanta.
L'anno successivo, quando Luca Laurenti subentrò a Fiorello, nel frattempo passato a condurre il Karaoke, Radio Deejay ottenne il primato di radio privata più ascoltata d'Italia con una media di ascoltatori giornalieri che si attestava sui 3 687 000, sorpassando negli ascolti Radio 105. Nello stesso anno però, la sede principale della radio, in via Massena a Milano, subì ingenti danni a causa di un attentato, secondo gli inquirenti a scopo di estorsione che provocò un miliardo e mezzo di lire di danni, rendendo la radio non operativa per alcune ore. Per tutta risposta, Cecchetto reagì a questo atto intimidatorio mandando un fax a tutti i suoi collaboratori: "hanno tentato di farci del male, noi rispondiamo facendo del bene". Da qui nacque Radiothon, una maratona radiofonica con una settimana di dirette ininterrotte a favore della ricerca scientifica per la quale si cercavano i fondi. 
La maratona è stata poi riproposta per diverse stagioni. 
Il 1993 è un anno di novità per Radio Deejay: si sperimenta la diretta notturna col programma “Quelli della Notte” con la condivisione, da parte degli ascoltatori, di ciò che stavano facendo. Il programma iniziava alle 22:45 e terminava alle 00:30. Il programma includeva scherzi telefonici e alcuni brani musicali e soprattutto la possibilità da parte degli ascoltatori di intervenire in diretta..
Sempre, nel 1993, è segnato dall'arrivo in radio di Elio e le Storie Tese con Cordialmente, che inizialmente ospitava gli interventi comici di Aldo, Giovanni e Giacomo, Luca Laurenti e i Fichi d'India. 
Anche la Gialappa's Band collaborò con la radio di Cecchetto con Quasi mai, mentre il giornalista sportivo Maurizio Mosca affiancò Roberto Ferrari in La Mosca in Ferrari.

### 1994: Linus subentra a Cecchetto
Nel 1994, il Gruppo L'Espresso rileva le ultime quote della radio di Claudio Cecchetto (che si è così occupato del suo altro progetto, Radio Capital, poi acquistata anch'essa dal gruppo L'Espresso), e diviene proprietario del 100% dell'emittente attraverso la sua controllata Elemedia. 
Con il cambio di gestione, logicamente vengono cancellati programmi, con una rimodulazione della stessa emittente. 
Nello stesso anno viene lanciato One Two One Two, programma dedicato alla musica hip hop e condotto a turno dai più grandi nomi della musica di genere italiana, tra cui J-Ax, Neffa, gli Otierre e La Pina, qui al suo battesimo radiofonico e divenuta col tempo una delle icone della radio. Nello stesso anno Cecchetto lascia anche l'incarico di direttore artistico, a causa di divergenze con la proprietà. L'intento del fondatore della più importante realtà radiofonica del momento era quello di trasportare in blocco il meglio di quel che aveva creato sotto il marchio Deejay e trasferirlo sulla sua seconda creatura, Radio Capital: a seguire il loro scopritore saranno diversi speaker della radio, come Amadeus, Luca Laurenti, Nikki e Manuela Doriani, mentre la radio fu affidata al nuovo direttore artistico Linus, che dal 1994 mantiene anche il suo ruolo di conduttore nella fascia del mattino con Deejay chiama Italia, in coppia con Nicola Savino. Per sostituire gli speaker che hanno seguito Cecchetto e per rinfrescare il palinsesto (nel frattempo anche Mila By Night ha abbandonato la radio), nella seconda metà degli anni novanta Linus effettua una grande "campagna acquisti" assumendo diverse nuove voci come Alessio Bertallot (che dal 1996 ha condotto B Side per 14 anni), Federica Panicucci (Dear Deejay), Andrea Pezzi e Daria Bignardi. Conferma inoltre la fiducia agli speaker presenti in radio da diversi anni, come Guido Bagatta, Paoletta, che dopo diversi anni in onda con Manuela Doriani in Gransera Deejay affianca Marco Santin della Gialappa's Band in Lunediretta, o Roberto Ferrari, che nel 1998 affiancato a Digei Angelo porta al debutto il cult Ciao belli. Nel 1997 torna anche Nikki, che comincerà la sua avventura con Tropical Pizza, dedicato alla musica rock e alternativa, mentre da Radio Capital nel 1998 arriverà anche Irene Lamedica, che ottiene la conduzione di One Two One Two e successivamente di Soulsista. Sul finire degli anni novanta, così come nel nuovo millennio, Radio Deejay si è confermata come una delle radio più conosciute in Italia.

### 1999-2005:Pinocchio,PlatinissimaeDeejay chiama Italia
Nel 1999, dopo il breve debutto a One Two One Two, torna La Pina, ancora oggi una delle voci di punta del palinsesto, che inizialmente conduce un programma serale nella giornata del mercoledì insieme a La Giada, Pinup, e successivamente apre le trasmissioni della radio con Bonjour Finesse, in compagnia della sua bulldog Cora, per poi stabilirsi nel pomeriggio con Pinocchio, successo in onda dai primi anni duemila che conduce insieme a Diego Passoni. Nello stesso periodo arrivano in radio anche Ilario, che a metà decennio portò al debutto la 50 Songs e insieme a Lauretta (Laura Gauthier) ha condotto Playdeejay, e Platinette, che sostituisce nella fascia del primo mattino lo storico Marco Baldini con Platinissima. Vic conquista sempre più spazio, passando da programmatore musicale a speaker affiancando i conduttori ufficiali La Pina, Victoria Cabello e Guido Bagatta per poi ottenere dei programmi tutti suoi sia in una fascia notturna (The Last DJ) che preserale (Vickipedia). Anche Fabio Volo entra nella squadra di Radio Deejay nel 2000 col suo Il Volo del mattino, mentre il Trio Medusa conduce, dal 2002, Chiamate Roma Triuno Triuno.
Nei primi anni duemila, Nicola Vitiello debutta ai microfoni come speaker dopo un'esperienza come autore per Ciao belli con 6 sveglio?, trasmissione d'apertura delle trasmissioni in onda alle 6 che ha condotto per diverse stagioni, fino al 2007.
Nello stesso periodo continua il successo pomeridiano del Deejay Time di Albertino e DJ Giuseppe, coppia che si separerà burrascosamente nel 2005. Altre voci che si sono alternate ai microfoni del network in questo periodo sono Claudia Cassani (in seguito voce dei promo dell'emittente e conduttrice di programmi minori come l'estivo Deejay Summertime), Oriana Fiumicino, Marco Corona e Franceschina.
A metà decennio si aggiungono poi le collaborazioni con Luciana Littizzetto, che nella mattinata del sabato ormai dal 2004 conduce La bomba, inizialmente in coppia con Paoletta e dal 2005 con Vic. Nello stesso anno debutta anche Ivan Zazzaroni, che conduce sempre al sabato ma nella fascia del mezzogiorno Deejay Football Club. Nell'estate dello stesso anno debutta anche Laura Antonini, che a partire dall'anno successivo sarà alla guida del programma del mattino del weekend Megajay e sfruttata nel corso delle stagioni per le sostituzioni nel corso della settimana.
La prima metà del decennio si conclude con l'abbandono dell'emittente, nel 2005, da parte di Paoletta, una delle voci più longeve del network. Relegata da qualche tempo al solo palinsesto del weekend, dopo alcuni anni alla conduzione del programma pomeridiano SalaJockey a cavallo tra gli anni novanta e duemila, ha preferito abbandonare il network. Si tratterà solo del primo degli addii da parte di personaggi così importanti per la radio. La fine del decennio e i primi anni del 2010 saranno caratterizzati da uno smantellamento del palinsesto consolidatosi durante gli ultimi anni, alla ricerca di nuovi linguaggi e idee che diano nuovo ossigeno a Deejay.

### Dal 2005:Chiamate Roma Triuno Triuno,Asganaway
A partire dalla seconda metà degli anni duemila, la radio subisce un forte processo di svecchiamento; dopo anni in cui il palinsesto del network è andato via via consolidandosi grazie a una squadra di speaker ben noti, Linus ha via via congedato le voci che riteneva ormai poco utili all'emittente per far spazio a una "nuova generazione" di conduttori.
I primi a entrare a far parte dei nuovi palinsesti di Radio Deejay, dal 2005, saranno Andrea e Michele, che propongono Due a zero, programma settimanale dedicato allo sport, per poi affermarsi nella fascia del primo mattino con Deejay 6 tu a partire dal 2007. Sempre nel 2007, a gennaio, arriva da RDS Federico Russo, inizialmente conduttore di Un tranquillo weekend... da paura e Due due due, in onda nel fine settimana in coppia con Stefania Salardi della redazione giornalistica della radio, fino all'arrivo (o meglio ritorno, vista la collaborazione con La Pina con lo pseudonimo La Giada a fine anni novanta) di Marisa Passera nel 2008, con la quale, dopo un breve periodo ancora al weekend, viene promosso al palinsesto giornaliero con Solo 3 minuti, poi diventato FM, inizialmente in onda alle 20 e poi a sua volta promosso alle 9 del mattino al posto di Il volo del mattino nel 2012, in seguito all'abbandono della radio da parte di Fabio Volo.
Tra il 2006 e il 2008, Albertino collabora con la squadra di Ciao belli dando vita a Sciambola!. L'esperimento però è stato accantonato e nel 2008 è tornato lo storico marchio di Ferrari e Digei Angelo, che nel frattempo ha avuto anche una trasposizione televisiva su Italia 1. Nel 2007 debutta anche Carlo Lucarelli con i radioracconti di Dee Giallo, mentre Gianluca Vitiello entra a far parte della squadra dei redattori di Platinissima e Deejay chiama Italia per poi approdare alla co-conduzione con Nicola Vitiello del pomeriggio domenicale e infine nel talk notturno Dee Notte.
Nel 2008, secondo i dati di ascolto forniti da Audiradio, l'emittente si è confermata al secondo posto come ascoltatori a livello nazionale, dietro soltanto a Radio Rai, e quindi ancora al primo posto tra le emittenti private con una media giornaliera di 5.362.000 ascoltatori.
Nel 2009 entra nel cast di Ciao Belli l'imitatore comico Claudio Lauretta.
Il 2010 è un anno particolarmente ricco di avvenimenti: Irene Lamedica e Alessio Bertallot, voci storiche dell'emittente e conduttori dei programmi musicali "di nicchia" Soulsista e B-side, lasciano la radio e contemporaneamente Platinette passa dalla fascia del mattino a quella preserale; al suo posto viene promosso il Trio Medusa, mentre Vic passa alla fascia del mezzogiorno con The Network. Nello stesso anno la radio accoglie però nuovi innesti: l'esperienza del concorso Un giorno da Deejay ha permesso a cinque ragazzi di entrare a far parte del palinsesto della radio; due di loro, Frank e Sarah Jane Ranieri, vengono confermati per le successive stagioni (Marina Minetti, Andrea Molinari e Laura Gramuglia abbandoneranno la radio nel gennaio 2012) e ottengono la fascia pomeridiana del weekend con Weejay (con una breve parentesi dal settembre 2012 al marzo 2013, quando hanno condotto nella più prestigiosa fascia mattutina Megajay. Nello stesso anno arriva anche Rudy Zerbi, che per due stagioni conduce con Laura Antonini Rudy Sunday la domenica sera e al mattino durante l'estate Rudy Summer.
Tropical Pizza viene promosso al giornaliero pomeridiano, mentre il Deejay Time, ormai diventato un appuntamento fisso per gli appassionati della musica dance, va in onda il venerdì e il sabato dalle 22.
Nel 2011 entrano a far parte della radio, dopo la seconda edizione di Un giorno da Deejay, Mauro e Andrea, inizialmente alla conduzione di Deejay Sport Village la domenica a mezzogiorno e poi nell'intero weekend con Weejay nel 2012. Insieme a Frank e Sarah Jane Ranieri coprono la maggior parte di ore di sostituzione degli speaker ufficiali durante le loro assenze durante la settimana. Contemporaneamente sbarca in onda direttamente dal web Guglielmo Scilla, che conduce A tu per Gu nelle serate del martedì, mercoledì e giovedì, dalle 21. Contemporaneamente Albertino accoglie all'interno della sua 50 Songs gli interventi di Paolo Noise, Wender e Fabio Alisei, con i quali nel settembre 2011 dà vita al nuovo programma pomeridiano Asganaway (la 50 Songs rimane nel pomeriggio del sabato, mentre lo storico Deejay Time diventa un appuntamento fisso del venerdì e sabato notte, dalle 22). Il 31 gennaio 2012 al Forum di Assago di Milano davanti a 12.000 persone, Radio Deejay festeggia i suoi 30 anni di vita con una sensazionale festa con la partecipazione di tutti i volti e le voci principali della radio, tra cui Fiorello, Gerry Scotti, Max Pezzali, Jovanotti e, soprattutto, Claudio Cecchetto. Proprio Cecchetto e Linus sanciranno sul palco la pace definitiva dopo 18 anni di totale assenza di rapporti.
Il 2012, oltre a segnare il termine di due classici come Platinissima e, in questo caso provvisoriamente, Il volo del mattino, è anche l'anno del ritorno di One Two One Two, trasmissione del weekend dedicata alla musica hip hop, che dall'ottobre 2012 viene condotto, come da tradizione, dai migliori rapper in circolazione; i primi conduttori sono stati Emis Killa, Ensi e Marracash. Al fianco di Ivan Zazzaroni a Deejay Football Club arriva Fabio Caressa, mentre dopo una lunga gavetta al weekend viene promossa al giornaliero Laura Antonini, che con Rudy Zerbi conduce il nuovo preserale Rossi di sera sostituendo Platinette nella sua fascia oraria. Nel corso della stagione, nel gennaio 2013, arriva anche Alessandro Cattelan, che si insedia nella fascia del mezzogiorno con Catteland segnando lo spostamento di Vic al suo vecchio orario, le 20. Due mesi dopo, precisamente il 9 marzo, torna in onda dopo tredici anni di assenza Marco Baldini, pilastro dell'emittente, che ottiene la fascia del mattino del weekend con Il Marchino ha l'oro in bocca. L'esperienza durerà però appena tre mesi: l'ultima diretta del conduttore toscano va in onda a giugno, e dal settembre successivo il mattino del weekend torna in mano a Laura Antonini e al suo Megajay, stavolta in coppia con Rudy Zerbi, che dopo una sola stagione lasciano il palinsesto giornaliero per regalare mezz'ora agli altri programmi del pomeriggio Asganaway, Tropical Pizza e Pinocchio.
La stagione 2013, però, ha definitivamente inaugurato un processo di ritorno al passato per l'emittente: torna Il volo del mattino, prendendo il posto di FM, e anche Platinette fa il suo ritorno conducendo PlatiNight, trasmissione in onda la domenica sera. Dall'8 gennaio 2014, la radio ha espanso la copertura giornaliera di diretta fino ad arrivare a 22 ore su 24: Mauro e Andrea, dopo oltre trent'anni, battezzano la fascia oraria notturna di Deejay con Dee Notte Fonda. A partire dallo stesso mese, fa il suo ritorno anche Guido Bagatta, che dopo alcune stagioni di assenza torna alla conduzione di Guido al cinema in onda la domenica alle 13.
Dopo One Two One Two, il ritorno alle origini della radio attraverso la riscoperta dei generi musicali che hanno caratterizzato gli anni ottanta e novanta dell'emittente si realizza nel settembre 2014, con la chiusura di Asganaway in favore di 50 Songs Everyday, nuovo programma musicale incentrato principalmente sulla musica dance e condotto da Albertino; una riscoperta del genere che si concretizza poi il 3 dicembre 2014 con una puntata reunion dello storico Deejay Time in formazione originale con Albertino, Fargetta, Molella e Prezioso (in onda anche su m2o) e con il ritorno della musica dance anche al sabato pomeriggio tra le 14-15, storico orario della Deejay Parade, con 50 Dance. Nella stessa stagione, Paolo Noise lascia l'emittente e Fabio Alisei con Wender conducono la diretta di Sabato sega, trasmissione che tuttavia non andrà oltre il mese di febbraio a causa del ritorno dei conduttori su Radio 105, dato il poco spazio concesso. Nel 2015, Aldo Rock è protagonista di The Book Is on the Radio, mezz'ora di racconto sotto forma di audiolibro in onda la domenica a mezzanotte, mentre dal mese di gennaio Claudia Cassani eredita da Albertino la conduzione di 50 Songs.
La stagione 2015/2016, nonostante l'intenzione di Linus di cambiare radicalmente il palinsesto poi abbandonata in seguito alle proteste di numerosi ascoltatori legati alle trasmissioni protagoniste degli eventuali cambiamenti (Pinocchio, Ciao Belli e Catteland), riparte con poche modifiche al palinsesto quotidiano; la trasmissione di Alessandro Cattelan cambia format e diventa un Catteland - Chiavetta nello spazio, incentrato sulla musica più apprezzata dall'ospite di ogni puntata. Cambiamenti più profondi si ritrovano al weekend, con Rudy Zerbi al debutto alla conduzione in solitaria al mattino con Zerbinator e il passaggio di Megajay con Laura Antonini al pomeriggio, mentre Frank e Sarah Jane Ranieri coprono la fascia della tarda serata con Gente della notte. Alla conduzione della 50 Songs, infine, debutta Alessandro Cattelan. Oltre a Mauro e Andrea, in questa stagione lasciano la radio anche Platinette e Guglielmo Scilla. Nel corso della stagione 2015/2016 si registrano il ritorno di Mario Fargetta e, dal 9 gennaio, della storica Deejay Parade.
La stagione 2016/2017 non subisce molte variazioni, se non l'ingresso di Chicco Giuliani, proveniente da Radio San Marino, che debutta al sabato e alla domenica mattina dal febbraio del 2017 tra le 6 e le 7, nello slot occupato sempre da Andrea e Michele con Deejay 6 Tu. La classifica 50 Songs viene rinnovata e sostituita dalla 30 Songs con Linus alla conduzione. Vengono inseriti vari programmi in prima serata, come ad esempio No Spoiler, dedicato alle serie TV.
Per la stagione 2017/2018 la radio abbandona la partnership con il programma X Factor, che passa nelle mani di RTL 102.5. Durante l'estate 2017, viene formata la coppia composta da Vic e Valentina Ricci, l'autrice di Pinocchio; il programma continuerà anche dopo l'estate, al sabato mattina al posto de La Bomba, condotto sempre da Vic e da Luciana Littizzetto, fino alla reintroduzione del programma a ottobre. Alla coppia Laura Antonini e Rudy Zerbi torna con il programma Colazione da Deejay. La 30 Songs passa nelle mani di Federico Russo, che prende il posto di Linus alla guida. La coppia composta da Sarah Jane e Chicco Giuliani al sabato e domenica pomeriggio conduce il programma Megajay. Vengono creati inoltre nuovi programmi, come Deejay Sporting Club in onda la domenica pomeriggio per commentare in diretta le partite, condotto dai giornalisti Alessandro Prisco e Paolo Menegatti, e il programma Say Waaad? con Wad, il conduttore di One Two One Two.
Nel 2019 debuttano Gianluca Gazzoli, Vittoria Hyde, Daniele Bossari e Federica Cacciola, che resta in squadra solo 6 mesi. Esordisce il programma settimanale Cinema DeeJay, ogni sabato alle 19 con Antonio Visca e Nicola Vitiello. In concomitanza con il rilancio di Radio m2o Albertino lascia il pomeriggio di Radio DeeJay dopo 35 anni ininterrotti. Resta nel palinsesto il sabato con il Deejay Time. Il suo spazio dal lunedì al venerdì viene preso da Federico Russo e Francesco Quarna, con una nuova versione dello storico programma Play Deejay.

### 2020: dal lockdown al ritorno alla normalità
L’inizio del 2020 vede un ridimensionamento dello spazio di Daniele Bossari, che senza più Federica Cacciola passa a condurre un suo programma di due ore la domenica alle 20. Il weekend viene ereditato da Chicco Giuliani e Vittoria Hyde, che si dividono il pomeriggio con il confermato Gazzoli.
A inizio marzo, in concomitanza con il lockdown causato dalla pandemia di COVID-19 in Italia, il palinsesto viene rimaneggiato: le trasmissioni di primo mattino, serali e notturne vengono chiuse, con rimescolamenti che vedono anche Rudy Zerbi e Laura Antonini in diretta ogni giorno dalla sede di Roma, per limitare la quantità di persone impiegate in Via Massena. Alcuni conduttori, tra cui La Pina e Nicola Savino, trasmettono per mesi da casa. Con il mese di maggio la programmazione torna quasi regolare, così come l’estate, quando viene introdotto il nuovo programma Summer Camp, che fonde in un'unica trasmissione i precedenti Play DeeJay e Tropical Pizza. Il nuovo programma viene poi confermato anche nel palinsesto autunnale, che per il resto presenta pochissime novità, tra cui l’uscita di Chicco Giuliani (verso Radio Capital) e Vittoria Hyde (che torna a Radio m2o) e il debutto del programma Deejay Viral, sabato alle 15 con Wad.
Dal 7 al 25 giugno 2021 Linus, Nicola Savino e altri collaboratori hanno dato il via al Tour de Fans, una corsa a tappe sulla falsariga del Giro d'Italia e il Tour de France. Il gruppo è partito da Bergamo e ogni giorno ha trasmesso da una città diversa fino all'arrivo a Pula. Le regioni attraversate sono state la Lombardia, il Veneto, l'Emilia-Romagna, la Toscana, l'Umbria, il Lazio e la Sardegna, dove il tour si è concluso.
Successivamente Chicco Giuliani, insieme allo stretto collaboratore Marco Lomonaco, torna in onda su Deejay dalla mezzanotte alle 2:00 con Nightcall
A settembre 2021 le novità del palinsesto sono rappresentate dal ritorno della Deejay Parade nel classico format di 20 posizioni, in onda il sabato sera alle 23, da Frank e Ciccio in onda tutti i giorni alle 16, e da Forty Forty, nel pomeriggio del weekend, dalle 14 alle 17.
Il 1º febbraio 2022, Radio Deejay compie 40 anni e per festeggiare la ricorrenza il palinsesto viene modificato, cominciando dalle ore 6:00 del primo febbraio fino alle ore 22:00 del 2 febbraio, in sessioni da due ore, con i conduttori vengono associati in fasce orarie e accoppiamenti diversi dal solito. All'interno dei programmi vengono intervistati artisti e vecchi speaker che hanno partecipato alla "vita" della radio.

### Settembre 2023: cambiamenti nel palinsesto
La stagione 2023 si apre con diversi cambiamenti in palinsesto, soprattutto nella fascia del primo mattino, in cui Andrea e Michele abbandonano la fascia 6-7 per approdare al drive time alle ore 19. Al loro posto, fino alle 7:30, ci saranno Gianluca e Nicola Vitiello, pertanto il Trio Medusa avrà 30 minuti in meno, concludendo il programma alle ore 9. Alle 13 ci saranno Vic e Marisa e alle 20 viene inserito Gianluca Gazzoli con Gazzology; poi Wad, che va in onda dalle 21 alle 22:30. A seguirli Ciccio Lancia e Chiara Galeazzi con Il Terzo Incomodo, fino alla mezzanotte. Alla domenica sera tornano Frank e DJ Aladyn con Deejay on the Road.
Anche nel pomeriggio del weekend viene variato il palinsesto: dalle 14 alle 19 c'è il programma We-Jay, contenitore pomeridiano affidato a nuovi dj selezionati attraverso Saranno Deejay.La prima parte dalle 14 alle 16 con la conduzione affidata a Federico Pecchia e Davide Damiani, la seconda parte dalle 16 alle 18 con Umberto e Damiano, mentre l'ultima parte affidata a Matilde Amato. 
Il sabato sera alle 22, prima della Deejay Parade, torna One Two One Two con Wad.

### Stagione 2024-2025
La stagione si apre con alcune novità in palinsesto: Andrea e Michele passano al weekend, in onda dalle 16.30 alle 19.00.
Umberto e Damiano diventano protagonisti del mattino, dal lunedì al venerdì dalle 6.00 alle 7.30. Mentre nel weekend è Florencia che apre la programmazione alle 6.00.
Il sabato sera tocca ad Albertino: alle 21.30 arriva la novità Deejay Time Stories, che precede il consueto appuntamento delle 23.00 con la Deejay Parade.
Nuovo programma per Francesco Lancia e Chiara: si tratta di Chiacchiericcio, dalle 19 alle 20 dal lunedì al venerdì.
La rilevazione dei dati d'ascolto del 2024 fa emerge il record nel dato fondamentale del quarto d'ora medio (576.000 ascoltatori)..

## Identità musicale
Fin dal suo esordio, la rete si è resa immediatamente riconoscibile nel panorama musicale grazie alla tipologia di musica proposta: Claudio Cecchetto e i suoi collaboratori, primo su tutti Dario Usuelli, tuttora responsabile della programmazione musicale della radio, decidono di puntare sulla musica new wave importando in Italia un genere che, all'epoca, era ancora piuttosto snobbato; gruppi come i Depeche Mode, gli Spandau Ballet, e successivamente i Duran Duran devono il loro successo nella penisola anche a Radio Deejay. Alla fine degli anni ottanta, la radio ha invece lanciato diversi artisti italiani scoperti da Cecchetto, che hanno contribuito a lanciare un genere come la italo disco (Sabrina Salerno, Sandy Marton, Tracy Spencer). Nei primi anni novanta, a essere lanciati nel mondo della musica grazie a Radio Deejay sono stati artisti hip hop come Jovanotti, Neffa e gli Articolo 31, o gruppi come gli 883. Subito dopo, contribuisce all'invasione in Italia della musica eurodance, complice la presenza all'interno della radio di dj professionisti del settore come Giorgio Prezioso e Mario Fargetta. Terminata l'ondata eurodance, Deejay punta maggiormente sulla musica techno.
Successivamente, l'emittente si è omologata all'offerta musicale delle altre radio concorrenti, mandando in onda i principali successi del momento ma mantenendo comunque una programmazione orientata maggiormente verso la musica dance, specialmente nei programmi condotti da Albertino e nelle fasce notturne del weekend, e trasmettendo poca musica italiana. Proposte musicali meno commerciali sono assicurate all'interno di alcuni appositi programmi, come Tropical Pizza di Nikki, prevalentemente dedicato alla musica rock, B Side con Alessio Bertallot specializzato nella trasmissione di musica più sperimentale come ad esempio il trip hop, Soulsista e One Two One Two, rispettivamente dedicati alla musica R&B e hip hop.
L'emittente dedica spazio anche alla riproposizione di alcuni classici della musica internazionale, in particolar modo nello spazio Deejay - Riavvolgi, appuntamento fisso al minuto zero e al minuto 30 di ogni ora, ma già a partire dalla tarda serata le hit del momento si alternano più frequentemente ai successi del passato.

## Canale televisivo
A partire dal 10 giugno 2002, sulla piattaforma satellitare sono iniziate le trasmissioni di Deejay TV. Il canale televisivo, sotto la guida artistica di Linus, era visibile in chiaro in tutta Europa fino al 2003, anno in cui l'emittente divenne parte del pacchetto Sky e codificò le proprie trasmissioni.
Il 1º novembre 2009 il canale sostituisce All Music sulle sue frequenze, mentre la rete satellitare presente su Sky viene sostituita da myDeejay.
Il canale trasmette 24 ore su 24 video musicali, ed è compreso nel pacchetto Sky TV. Allo scoccare di ogni ora c'è la rubrica Deejay4You, dove i telespettatori da casa possono scegliere tramite internet 4 canzoni, creando una piccola playlist musicale.
Dal gennaio 2015 il canale passa in mano al gruppo di Discovery Italia (anche se il marchio Deejay rimane di proprietà del Gruppo Editoriale L'Espresso) che lo aggiunge al pacchetto dei suoi canali sul digitale terrestre, DMAX e Real Time, ritrasmettendone per la maggior parte del palinsesto i contenuti. Inoltre, nel 2016 il canale cambia nome e diventa NOVE, mantenendo per un breve periodo il marchio Deejay all'interno del logo, che poi sparirà ufficialmente con l'inizio della stagione televisiva 2016-2017.
Dopo l'annuncio da parte di Elemedia di aver riacquistato l'LCN 69 del digitale terrestre, l'emittente riprende le trasmissioni dal 14 gennaio 2018, con una programmazione incentrata su video musicali e il simulcast delle trasmissioni Deejay chiama Italia, Summer Camp e Say Waad?!?. Deejay TV trasmette anche sul canale 714 della piattaforma Sky Italia sostituendo myDeejay che viene chiuso.

## Programmi

### In onda
- 006

- Andy e Mike
- Animal House
- La Bomba
- Il Boss Del Weekend
- Catteland
- Chiacchiericcio
- Chiamate Roma Triuno Triuno
- Ciao belli
- Dee Notte'
- Deejay chiama Italia
- Deejay Parade
- Deejay Time
- Deejay Time Stories
- Deejay Football Club
- Deejay on the Road
- Deejay Training Center
- Gazzology
- GiBi Show
- Hola Deejay
- Legend
- No Spoiler
- Pinocchio
- Rudy e Laura
- Say Waaad?!
- Summer Camp
- Sunday Morning
- Vic e Mari
- Il Volo del mattino

### Programmi storici
- 1-2-3 Casino (con Jovanotti e Molella)
- 2050 (con Giorgio Prezioso)
- 30 Songs
- 50-20 (con Paoletta)
- 50 Dance (con Albertino)
- 50 Songs (con Franceschina, Ilario, Federico Russo, Albertino, Claudia Cassani, Alessandro Cattelan)
- 6 Sveglio (con Nicola Vitiello)
- A Word A Day (con Clive)
- All the best (vari conduttori: Gigi Ariemma, Federico Russo)
- Alla discoteca (con Gabry Ponte e Giorgio Prezioso)
- AM - Una splendida giornata (con Mauro e Andrea)
- Amadeus Amadeus (con Amadeus)
- American Storm (con Ronnie Hanson)
- Anteprima Stadio (con Maurizio Mosca e Marco Baldini)
- Around midnight (con Marianne)
- A tu per Gu (con Guglielmo Scilla)
- Albertino Everyday (con Albertino)
- Asganaway (con Albertino, Fabio Alisei, Paolo Noise, Wender)
- AudioVideo (con Giorgio Prezioso)
- Baldini Ama Laurenti (con Amadeus, Marco Baldini e Luca Laurenti)
- Baldini's Land (con Marco Baldini e Giacomo Valenti)
- Be bop a lula (con Red Ronnie)
- Benvenuti al sud (con Mauro e Andrea)
- Bonjour finesse (con La Pina)
- British Invasion (con Ronnie Hanson)
- Buonasera Deejay (con Vic e Marisa Passera)
- B-side (con Alessio Bertallot)
- Chiara, Frank e Ciccio (con Chiara Galeazzi, Frank e Francesco Lancia)
- Cinema Deejay (con Nicola Vitiello)
- C.o.c.c.o (con Claudio Coccoluto)
- Caffè, te, me (con Platinette)
- Casa Platinette (con Platinette)
- Catteland - Chiavetta nello spazio (con Alessandro Cattelan)
- Colazione da Deejay
- Collezione privata (con Andrea Pellizzari, Ilario, Paoletta, Vic)
- Computer Musik(con Stefano Fontana)
- Cordialmente (con Elio e le storie tese, Linus e conduttori vari)
- Corsa Tris (conduttori vari)
- Dance Revolution (con Albertino)
- Dear Deejay (con Federica Panicucci)
- Dee Giallo (con Carlo Lucarelli)
- Deelay 4 Deejay (con Alex Farolfi e Paolino)
- Deejay 6 tu (con Andrea Marchesi e Michele Mainardi)
- Dee Mattina (con Nicola Vitiello e Gianluca Vitiello)
- Dee Notte Fonda (con Mauro e Andrea)
- Deejay 10 e lode (con Linus)
- Deejay Charts (con Daniele Milani; Maurizio Desinan; Ronnie Hanson)
- Deejay in english (con Ronnie Hanson)
- Deejay is your Deejay
- Deejay on stage con (con Gerry Scotti)
- Deejay Parade
- Deejay Story (conduttori vari)
- Deejay Summerlive (con Francesco Quarna e Vittoria Hyde)
- Deejay Time (con Albertino, Fargetta, Prezioso, Molella, DJ Giuseppe)
- Deejay Ti Vuole (con Albertino e DJ Giuseppe)
- Deejeography (con Platinette)
- Deejay viral (con Wad)
- Deejay 4 Deejay (con Alex Farolfi e Paolo Rossato)
- Deejay 4 Italy (con Valentina Ricci)
- Disco Sport (con Roberto Ferrari)
- Domenica Dedica (con gli speaker scelti dagli ascoltatori)
- DoRemix (con Molella, all'interno di Play Deejay)
- Due A Zero (con Andrea e Michele)
- FM (con Federico Russo e Marisa Passera)
- Forty Forti (conduttori vari)
- Frank e Ciccio (con Frank e Francesco Lancia)
- From disco to disco (con Tony H e Lady Helena)
- Gabry Five (con Gabry Ponte, all'interno di Play Deejay)
- GG Show (con Gianluca Gazzoli)
- GB Show (con Guido Bagatta)
- Gente della notte (con Frank e Sarah Jane; poi Gianluca Gazzoli)
- Giornalinus (con Linus)
- Gran Sera Deejay (vari conduttori: Tony Severo, Amadeus, Paoletta e Manuela Doriani)
- Guido al cinema (con Guido Bagatta)
- House Nation (con Tommy Vee)
- Il Broccolo (con Gerry Scotti)
- Il Marchino ha l'oro in bocca (con Marco Baldini)
- Il Rosario della sera (con Fiorello)
- Kara Paola (con Paoletta)
- Kassa de majorka (con Gabry Ponte e Prezioso)
- La Mosca in Ferrari (con Maurizio Mosca e Roberto Ferrari)
- La Noche Escabrosa
- La Primula Rossa (Valerio Gallorini)
- Lo Chiameremo (con Andrea Pezzi e Gabriele Gresta - Bibop)
- Lo sveglione (con Roberto Ferrari)
- London calling (con Daniele Bossari)
- Lunediretta (con Marco Santin e Paoletta)
- Marco Baldo Show (con Marco Baldini)
- Megajay (con Laura Antonini, Rudy Zerbi, Frank, Sarah Jane Ranieri, Mauro e Andrea, Chicco Giuliani, Gianluca Gazzoli, Claudia Cassani)
- Megamix Planet (denominato Disco Ball dalla stagione 2005/2006) (storicamente con Molella e Fargetta, poi anche con Giorgio Prezioso; e più di recente anche con Alex Farolfi, Paolino, Mauro Miclini, Gabry Ponte, Tommy Vee)
- Mila by night (con Mila)
- Molespina (con La Pina)
- Molly 4/4 (con Molella)
- Molly for deejay (con Molella)
- My Destination (con Alex Gaudino)
- Nightcall
- Non è finita (finché non è finita) (con Andrea e Michele)
- One Two One Two
- P.O.Box (con Enrico Silvestrin)
- Per noi giovani (con Andrea Pezzi e Mao)
- Pinup (con La Pina e La Giada)
- Platinight (con Platinette)
- Platinissima (con Platinette)
- PlayDeejay (con Federico Russo e Francesco Quarna)
- Pop news (con Marco Biondi)
- Prezioso goes to Hollywood (con Giorgio Prezioso)
- Publihit (con Gerry Scotti)
- Radiolinus (con Linus)
- Radiothon
- Rio Dee Janeiro (con Alessandro Prisco)
- Rock Hit (con Ronnie Hanson)
- Rock me Amadeus (con Amadeus)
- Rock The Nation
- Ronnie Hanson Show (con Ronnie Hanson)
- Rossi di sera (con Laura Antonini e Rudy Zerbi)
- Rudy Sunday (con Laura Antonini e Rudy Zerbi)
- Sabato Italiano (con il Trio Medusa)
- Sabato Live (nella stagione 2003/2004, il sabato alle 17, tutti i conduttori si alternavano in diretta col Deejay Track nelle più importanti piazze d'Italia)
- Sabato Sega (con Fabio Alisei e Wender)
- SalaJockey (con Paoletta)
- Sciambola! (con Albertino, Digei Angelo, Roberto Ferrari)
- Sera Dedicata (con Paoletta e, successivamente, Andrea Pezzi)
- Slave to the Rhythm (con Joe T Vannelli)
- Soulsista (con Irene Lamedica)
- Speaker's Corner (con Andrea Pezzi)
- Special Guest
- Spin Off (con Valentina Ricci)
- State of the Nation (con Nicola Savino)
- Stessa ora, stessa radio, stesso programma (con Tony Severo e Fiorello)
- Supalova Club (con Joe T Vannelli)
- SuperDeejay (con Paoletta)
- Il terzo incomodo (con Francesco Lancia e Chiara Galeazzi)
- The Bob Sinclar Show (con Bob Sinclar)
- The Flow (con Fabio B.)
- The Last Deejay (con Vic e Guido Bagatta)
- The Network (con Vic)
- The Original Megamix (con Fargetta e Molella)
- Top Ten You (con Albertino)
- Tropical Pizza con Nikki
- Tutti per l'una (con Roberto Ferrari, Marco Baldini, Giacomo Valenti, e I Fichi d'India)
- Una Quattro Quattro (con Marco Baldini)
- Venerdì Rappa (con Albertino) titolo successivamente trasformato in One Two One Two
- Vickipedia (con Vic)
- Volevo salutare (con Linus e Albertino)
- Ultimo Stadio (con Vic)
- Ultradeejay e Ultraweekend (Platinette; Ilario Albertani)
- Via Massena (con Federico Russo, Marisa Passera, Vic
- W Radio Deejay (con Fiorello, Marco Baldini)
- Weejay (con Mauro e Andrea; Frank e Sarah Jane)
- Wenderaction  (con Wender)
- What's The Story (con Nikki)
- Zerbinator (con Rudy Zerbi)

## Personale

### Speaker attuali
- Albertino
- Aldo Rock
- Alessandro Cattelan
- Alex Farolfi
- Andrea Marchesi
- Andrea Prevignano
- Antonio Visca
- Bassi Maestro
- Claudia Cassani
- Claudio Lauretta
- Daniele Bossari
- Danilo da Fiumicino
- Davide Damiani
- Diego Passoni
- DJ Aladyn
- DJ Angelo
- Dunia Rahwan
- Fabio Caressa
- Fabio Volo
- Federico Pecchia
- Federico Russo
- Florencia
- Francesco Lancia
- Francesco Quarna
- Frank
- Gianluca Gazzoli
- Gianluca Vitiello
- Giorgio Prezioso
- Guido Bagatta
- Ivan Zazzaroni
- La Pina
- Laura Antonini
- Linus
- Luciana Littizzetto
- Mario Fargetta
- Marisa Passera
- Matteo Curti
- Mauro Miclini
- Michele Mainardi
- Molella
- Nicola Savino
- Nicola Vitiello
- Nikki
- Paolo Menegatti
- Roberto Ferrari
- Rudy Zerbi
- Stefania Salardi
- Trio Medusa
- Umberto e Damiano
- Valentina Ricci
- Vic
- Wad

### Speaker storici
- Alessandro Prisco
- Alessio Bertallot
- Amadeus
- Andrea Molinari
- Andrea Pellizzari
- Andrea Pezzi
- Andrea Tuzio
- Betty Miranda
- Carlo Lucarelli
- Chicco Giuliani
- Chicco Secci
- Cinzia Donti
- Claudia Cassani
- Claudio Coccoluto (deceduto nel 2021)
- Daria Bignardi
- David Dawns
- David Lee Stone (deceduto nel 2005)
- Dj Giuseppe
- Elio e le Storie Tese
- Enrico Silvestrin
- Fabio B
- Fabio Alisei
- Federica Cacciola
- Federica Panicucci
- Flavio Tranquillo
- Gabry Ponte
- Gabriele Gresta Bibop
- Gerry Scotti
- Giacomo Valenti
- Gigi Ariemma
- Guglielmo Scilla
- Guido Bagatta
- Ilario
- Irene Lamedica
- Ivan Capelli
- J-Ax
- Jovanotti
- Joe T. Vannelli
- Kay Rush
- LaLaura
- Lady Helena
- Laura Gramuglia
- Lauretta
- Luca Bottura
- Luca Laurenti
- Manuela Doriani
- Marco Baldini
- Marco Biondi
- Marco Galli
- Marco Mix
- Marco Predolin
- Marco Rollo
- Marianne
- Marina Minetti
- Mario De Santis
- Massimo Braccialarghe
- Massimo Valli
- Maurizio Desinan
- Mauro Corvino
- Mila By Night
- Neffa
- Oriana Fiumicino
- Paoletta
- Paolo Noise
- Platinette
- Red Ronnie
- Riccardo Trevisani
- Ronnie Hanson (deceduto nel 2020)
- Sara Brusco
- Sarah Jane Ranieri
- Stefano De Grandis
- Stefano Secchi
- Tess Masazza
- Tony H
- Tony Severo
- Victoria Cabello
- Vittoria Hyde
- Walter Zenga
- Wender
- Wintana Rezene
- Marisa Laurito (nel 1988)
- Luiselle

## Redazione programmi
- Agnese Vanucci
- Alessandra Patitucci
- Andrea Prevignano
- Chiara Carsenzola
- Elisa Copeta
- Eleonora Russo
- Fosca Donati
- Giada Coletti
- Gianni Faluomo
- Ilaria Salvaggio
- Jennifer Engelmann
- Laura Stellin
- Marco Lomonaco
- Marta Boffelli
- Mauro De Marco
- Maria Grazia Cristiano
- Sabrina d'Alonzo
- Stefania Saccinto

## Redazione giornalistica
- Alessandro Lettieri
- Alessandro Prisco
- Andrea Sessa
- Marta Brambilla Pisoni
- Paolo Menegatti
- Stefania Salardi

## Fonici e registi
- Alex Farolfi
- Barbara Blago
- Daniele Palmieri
- Dj Aladyn
- Enzo Fargetta
- Filippo Romagnoli
- Franco Russo
- Francesco Ciocca
- Francesco Paganelli
- Mauro Belgeri
- Maurizio Rossato
- Patrizio Mattei
- Simone Paleari

## Ascolti

### Ascolti rilevati da Audiradio (1991-2010)
Dati Audiradio. Nella classifica non sono valutate le posizioni di Rai Radio 1, Rai Radio 2 e Rai Radio 3, in quanto emittenti statali; la rilevazione 2010 non è stata pubblicata ufficialmente da Audiradio ma diffusa alle emittenti nel corso della liquidazione della stessa società.
| Anno | Giorno Medio Ieri | Variazione  | Pos. private |
| ---- | ----------------- | ----------- | ------------ |
| 1991 | 1.259.000         | /           | 2º           |
| 1992 | non rilevato      | /           | /            |
| 1993 | 3.687.000         | /           | 1º           |
| 1994 | 4.184.000         | + 497.000   | 1º           |
| 1995 | 4.572.000         | + 388.000   | 1º           |
| 1996 | 4.583.000         | + 11.000    | 1º           |
| 1997 | 4.474.000         | − 109.000   | 2º           |
| 1998 | 4.268.000         | − 206.000   | 2º           |
| 1999 | 4.657.000         | + 389.000   | 2º           |
| 2000 | 5.782.000         | + 1.125.000 | 1º           |
| 2001 | 5.558.000         | − 224.000   | 1º           |
| 2002 | 5.209.000         | − 349.000   | 1º           |
| 2003 | 5.250.000         | +41.000     | 1º           |
| 2004 | 5.576.000         | +326.000    | 1º           |
| 2005 | 5.587.000         | +11.000     | 1º           |
| 2006 | 5.758.000         | + 171.000   | 1º           |
| 2007 | 5.586.000         | − 172.000   | 1º           |
| 2008 | 5.362.000         | − 337.000   | 3º           |
| 2009 | 5.037.000         | − 325.000   | 2º           |
| 2010 | 5.111.000         | + 74.000    | 2º           |

### Ascolti rilevati da GfK-Eurisko/RadioMonitor
Per il primo dato non viene riportata la variazione rispetto all'ultimo dato Audiradio per via del diverso metodo di rilevazione.
| Anno | Giorno Medio Ieri | Variazione | Pos. private |
| ---- | ----------------- | ---------- | ------------ |
| 2012 | 5.231.000         | /          | 2º           |
| 2013 | 4.898.000         | /          | 2º           |
| 2014 | 4.563.000         | /          | 2º           |
| 2015 | 4.622.000         | /          | 3º           |
| 2016 | 4.762.000         | /          | 2º           |
| 2017 | 5.171.000         | /          | 4º           |

Nell'anno 2018 gli ascolti nel giorno medio sono stati 5.049.000, confermando il quarto posto tra le radio nazionali. Il dato del giorno medio dell'anno 2019 segna 5.196.000 ascoltatori e la risalita al terzo posto tra le radio nazionali. Nel 2020 sono stati pubblicati solo i dati di ascolto relativi al secondo semestre, che vedono la radio risalire al secondo posto tra le emittenti nazionali, con 5.001.000 ascoltatori.
Le rilevazioni del primo semestre 2023 attestano 5.448.000 ascoltatori durante la settimana, con un dato del quarto d'ora medio anche esso in aumento a 671.000, per la prima volta Radio Deejay raggiunge la vetta anche in questo dato fondamentale per gli ascolti.
Nel primo semestre 2024 la Radio totalizza 5.106.000 ascoltatori (giorno medio) posizionandosi al 3º posto, preceduta da RDS e seguita da Radio Italia
Nel quarto d'ora medio, la radio raggiunge la prima posizione con 588.000 ascoltatori.

## Eventi e Tour

### Zozzoni Day
Lo Zozzoni Day (abbreviato anche ZZZDay) è un evento realizzato dal Trio Medusa in collaborazione con il Cesvi. La prima edizione si è tenuta nel 2014, la seconda nel 2015 e la terza il 22 dicembre 2017.

### DeejayTen
La DeejayTen è la corsa nata a Milano nel 2004 e organizzata da Radio Deejay ogni anno in varie città. Le più importanti sono quelle di Milano, Firenze, Bari e Roma e si tengono in mesi differenti; dal 2021 la tappa di Roma è stata sostituita da quella di Lignano Sabbiadoro.
Dal 2023 le edizioni sono diventate cinque per anno, organizzate a Torino, Bari, Firenze, Napoli e Milano mentre nel 2024 sono state organizzate a Torino, Bari, Viareggio, Treviso e Milano.

### Deejay Coast to Coast
Dal 9 giugno al 18 luglio 2015 è stata realizzata la prima e unica edizione di Deejay Coast to Coast, dove gli speaker a rotazione, trasmettevano in diretta dal Track della Radio. I programmi più importanti, per una settimana ciascuno, trasmettevano ogni giorno da una località marittima diversa. Vi presero parte il Trio Medusa, Albertino con Wender, Fabio Alisei e Paolo Noise, Alessandro Cattelan, Linus e Nicola Savino, Nikki, Fabio Volo.